# Notturno op. 15 n. 1 (Chopin)
Il Notturno op. 15 n. 1 in Fa maggiore è una composizione per pianoforte scritta da Fryderyk Chopin probabilmente fra il 1831 e il 1832.
Non è semplice precisare una data di composizione per i Notturni dell'opera 15 poiché Chopin non ha lasciato alcun manoscritto che lo possa determinare. Quasi certamente furono scritti poco dopo i due Nottuni dell'op. 9 e cioè fra il 1831 e il 1832, solo il terzo si dovrebbe collocare nell'inverno fra il 1832 e il 1833. Le tre composizioni furono dedicate dall'autore al pianista e compositore Ferdinand Hiller, suo amico.

## Analisi
Il Notturno in Fa maggiore è nettemente separato in due momenti contrastanti, uno dolce e cantabile, l'altro fortemente agitato e drammatico.
Inizialmente la mano destra presenta una melodia serena, calma e lirica, mentre la sinistra aggiunge, all'appoggio naturale dell'accordo, un semplice ricamo in terzine. All'improvviso irrompe la seconda sezione in minore del notturno: "Con fuoco" è scritto sulla partitura, e una scarica di note invade la tastiera. Per Chopin era la tecnica dello "scagliar fulmini sul pianoforte" che già aveva utilizzato nello Scherzo n. 1; una sezione certo drammatica e trascinante dopo quella lirica iniziale. Il fuoco è presto temperato dal ritorno, con un arpeggio, della prima sezione con l'andante iniziale, ripetuta praticamente uguale, arricchita solo da due brevi varianti; la tensione si smorza e, come d'incanto, torna la quiete.
Il Notturno ha una struttura molto semplice e lineare, ma tutt'altro che semplice è l'interpretazione; all'esecutore è richiesto un notevole autocontrollo per non forzare la melodia iniziale; anche l'utilizzo del pedale è, come indicato, molto moderato, sempre per non enfatizzare le caratteristiche del brano.